# Svenja Würth
Svenja Würth, nemška smučarska skakalka, * 20. avgust 1993, Nemčija.